# 巴拉贾诺
巴拉贾诺（義大利語：Baragiano），是意大利波坦察省的一个市镇。总面积29平方公里，人口2709人，人口密度93.4人/平方公里（2009年）。ISTAT代码为076010。